# Polski Fiat 125p

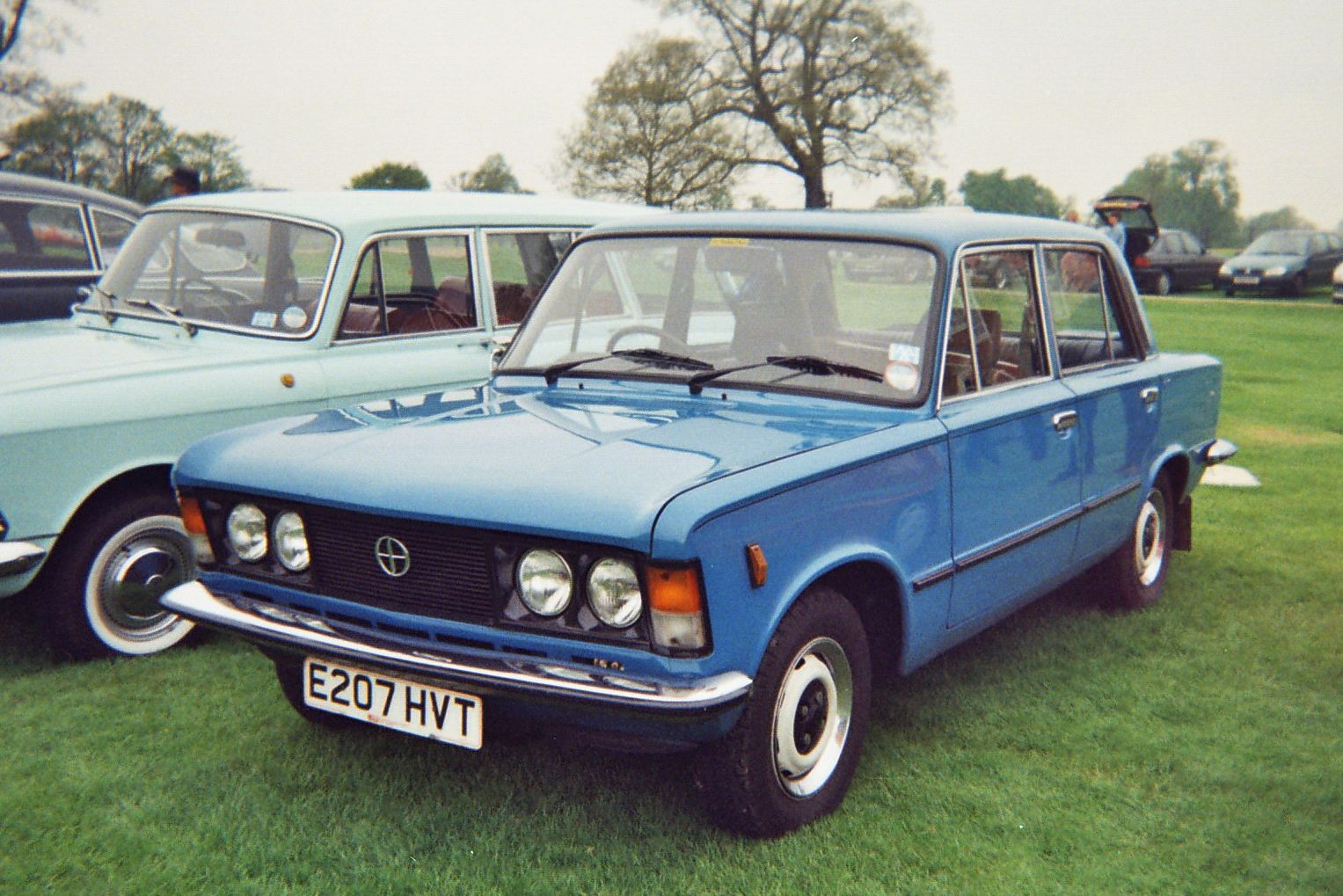
Um FSO 125p com volante do lado direito

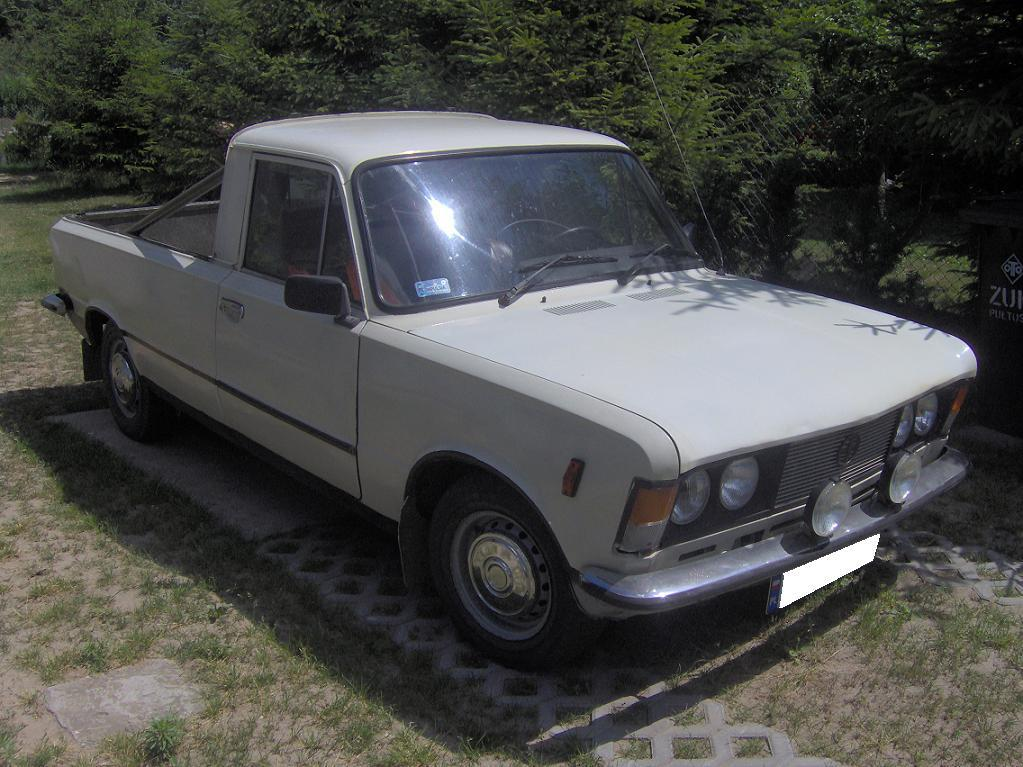
Uma carrinha de caixa aberta FSO 125p

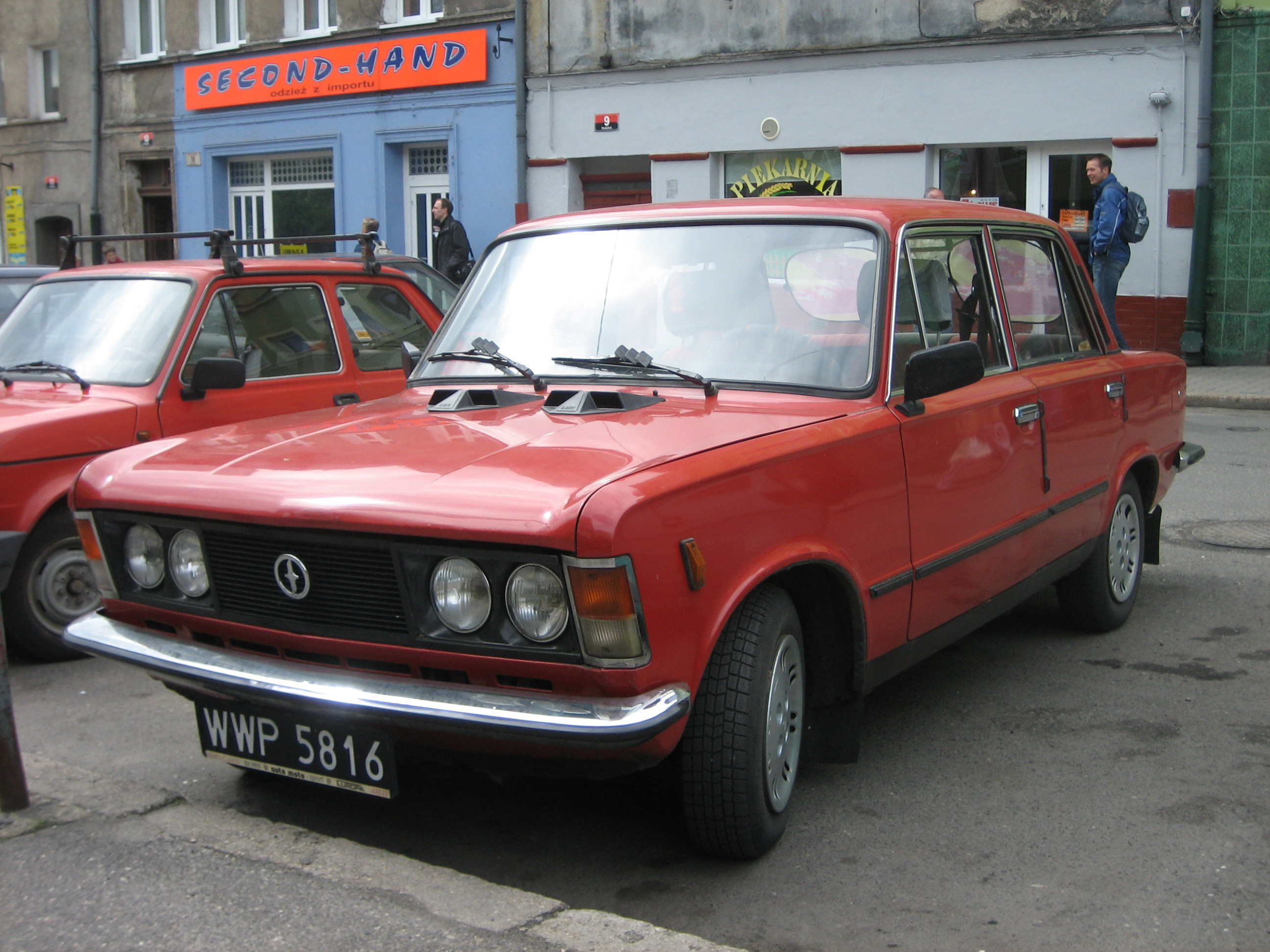
FSO 125p vermelho em 2006

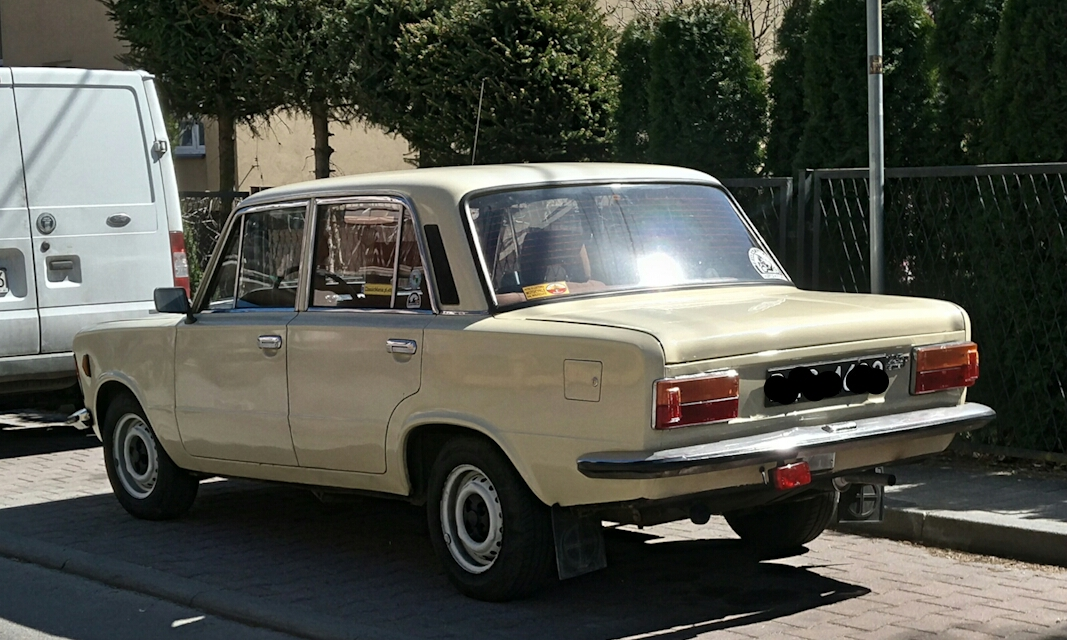
Polski Fiat 125p, traseiro

Polski Fiat 125p foi um automóvel produzido na Polónia, pela FSO, entre 1967 e 1991, sob licença da Fiat. Era uma versão simplificada do Fiat 125, com motor e mecânica do Fiat 1300/1500. Para distinguir os modelos polacos dos restantes, foi cunhada a marca Polski Fiat e adicionado um "p" ao fim do modelo. Após o fim da licença, o carro passou a ser chamado FSO 1300, FSO 1500 ou FSO 125p.

## História
A 22 de Dezembro de 1965, as autoridades polacas assinaram um acordo com a Fiat, com vista à produção de automóveis de médio porte. O modelo em questão destinava-se a ser produzido na Polónia, combinando a carroçaria do recém lançado Fiat 125 e o motor do Fiat 1300/1500, já então retirado do mercado. A fábrica FSO teve que ser remodelada, para assegurar a montagem de um carro moderno, tendo diversas máquinas sido encomendadas a países ocidentais e outros países do bloco de leste, também com licenças de produção da Fiat, como a União Soviética e a Jugoslávia.  A preparação da produção demorou quase 2 anos. O primeiro carro foi produzido em 28 de Dezembro de 1967, ainda com peças importadas da Itália, tendo sido produzidos 75 veículos até ao fim desse ano.
Existiam duas versões principais, diferindo essencialmente no motor: 1300 (1295 cm3, 60 cv / 44 kW) ou 1500 (1481 cm3, 75 cv / 51.5 kW). O 1300 foi o primeiro modelo produzido, tendo a produção do 1500 sido iniciada em 1969. A produção do 1300 terminou em meados dos anos 80. A velocidade máxima rondava os 160 km/h.
As versões polacas eram diferentes das italianas nos pormenores. Bastante notória era diferença entre os quatro faróis dianteiros redondos, em substituição de dois faróis quadrados. Uma diferença menos notória, mas igualmente significativa, reside na posição do depósito da gasolina, que foi alterado e colocado de forma horizontal e mais segura sobre o eixo traseiro, em vez verticalmente do lado direito. Os travões (freios) eram também mais duradouros. Ao contrário do Fiat 125, estava também disponível sob a forma de carrinha/perua (125p Kombi; introduzida em 1972) e carrinha de caixa aberta/picape. A carrinha de caixa aberta foi exibida pela primeira vez em 1972, mas só entrou em produção em 1975.
Houve uma reformulação estética em 1973, quando a grelha dianteira cromada foi substituída por uma de plástico preto e outra em 1975, com nova grelha e faróis traseiros de maiores dimensões.
A partir de 1983, passou a ser produzido com a designação FSO 125p 1500/1300.
O carro foi produzido até Junho de 1991. Foram produzidos 1.445.699 de unidades. No fim da sua produção, o modelo tinha 24 anos, com mecânica essencialmente com 30 anos, praticamente sem alterações.
Chegou a ser exportado para diversos países, incluindo o Reino Unido e a Irlanda, com versões de volante do lado direito. A Finlândia importou versões de carrinha de caixa aberta.